# Comte de Suffolk
Le titre de comte de Suffolk a été créé trois fois dans la pairie d'Angleterre, la dernière fois en 1603 pour Thomas Howard. Il y eut aussi trois créations de duc de Suffolk, et une de marquis de Suffolk. 
Le titre est associé au comté de Suffolk dans l'est de l'Angleterre, l'un des dix plus importants du pays.

## Histoire du titre
William de la Pole fut créé marquis de Suffolk en 1444, et duc de Suffolk en 1448. Il y eut ensuite deux créations supplémentaires du titre de duc. 
La deuxième création intervint pour Charles Brandon, un proche d'Henri VIII. Sa succession fut assurée par ses deux fils qui moururent de la suette à quelques heures d'intervalle. Charles Brandon détient donc le record de la personne ayant porté le moins de temps un titre de pairie britannique (Wilfried Stamp pourrait lui réclamer ce "titre", mais uniquement grâce à la fiction juridique).
La troisième création du titre de duc fut pour Henry Grey, 3e marquis de Dorset en 1551. Il réussit à placer sa fille Lady Jeanne Grey sur le trône d'Angleterre en 1553, après la mort de son neveu Édouard VI. Elle réussit à s'y maintenir 9 jours avant d'être renversée puis mise à mort en 1554 par Marie Ire d'Angleterre. Henry Grey sera lui aussi décapité onze jours plus tard.
L'amiral Thomas Howard était le fils de Thomas Howard, 4e duc de Norfolk. Il fut fait comte peu après l'accession de Jacques Ier.
Le comte de Suffolk actuel tient les titres subsidiaires suivants : comte de Berkshire (créé en 1626), vicomte Andover (1622) et baron Howard de Charlton (1622), tous dans la pairie d'Angleterre. 
Le siège familial du comte est à Charlton Park, près de Malmesbury, Wiltshire.

## Comte de Suffolk, première création (1337)
- 1337-1369 : Robert d'Ufford (1298-1369)
- 1369-1382 : William d'Ufford (1330-1382)

## Comte de Suffolk, deuxième création (1385)
- 1385-1388 : Michael de la Pole (1330-1389)
- 1398-1399 et 1399-1415 : Michael de la Pole (1367-1415), fils du précédent
- 1415 : Michael de la Pole (1394-1415), fils du précédent
- 1415-1450 : William de la Pole (1396-1450), devient marquis en 1444, et duc en 1448, comte de Pembroke en 1447. Frère du précédent. Exécuté pour haute trahison
- 1463-1492 : John de la Pole (1442-1492), 2e duc de Suffolk, fils du précédent
- 1492-1504 : Edmond de la Pole (1472-1513), rend son titre de duc en 1493. Son titre de comte est confisqué en 1504. Fils du précédent. Exécuté pour haute trahison

Le titre est confisqué en 1504.

## Marquis de Suffolk, première création (1444)
- 1444-1450 : William de la Pole (1396-1450), devint duc en 1448. (Voir plus haut)
- 1463-1492 : John de la Pole (1442-1492). (Voir plus haut)

## Duc de Suffolk, première création (1448)
- 1448-1450 : William de la Pole (1396-1450). (Voir plus haut)
- 1463-1492 : John de la Pole (1442-1492). (Voir plus haut)
- 1492-1493 : Edmond de la Pole (1472-1513). (Voir plus haut)

Le titre de duc est rendu en 1493.

## Duc de Suffolk, deuxième création (1514)
- 1514-1545 : Charles Brandon (1484-1545)
- 1545-1551 : Henry Brandon (en) (1535-1551), fils du précédent
- 1551 : Charles Brandon (en) (1537-1551), frère du précédent

Le titre s'éteint faute de descendance.

## Duc de Suffolk, troisième création (1551)
- 1551-1554 : Henry Grey (1517-1554), 3e marquis de Dorset. Mari de Frances Brandon, fille de Charles Brandon, et père de Lady Jane Grey qui fut reine d'Angleterre pendant 9 jours en 1553. Exécuté pour trahison

Titre confisqué en 1554 pour trahison.

## Comte de Suffolk, troisième création (1603)
- 1603-1626 – 1er : Thomas Howard (1561-1626)
- 1626-1640 – 2e : Theophilus Howard (1584-1640)
- 1640-1689 – 3e : James Howard (1619-1689)
- 1689-1691 – 4e : George Howard (1624-1691)
- 1691-1709 – 5e : Henry Howard (1627-1709)
- 1709-1718 – 6e : Henry Howard (1670-1718)
- 1718-1722 – 7e : Charles William Howard (1693-1722)
- 1722-1731 – 8e : Edward Howard (en) (1672-1731)
- 1731-1733 – 9e : Charles Howard (1675-1733)
- 1733-1745 – 10e : Henry Howard (1706-1745)
- 1745-1757 – 11e : Henry Bowes Howard (1687-1757), 4e comte de Berkshire
- 1757-1779 – 12e: Henry Howard (1739-1779), 5e comte de Berkshire
- 1779 – 13e : Henry Howard (en) (1779-1779), 6e comte de Berkshire
- 1779-1783 – 14e : Thomas Howard (1721-1783), 7e comte de Berkshire
- 1783-1820 – 15e : John Howard (1739-1820), 8e comte de Berkshire
- 1820-1851 – 16e : Thomas Howard (1776-1851), 9e comte de Berkshire
- 1851-1876 – 17e : Charles John Howard (1804-1876), 10e comte de Berkshire
- 1876-1898 – 18e : Henry Charles Howard (1833-1898), 11e comte de Berkshire
- 1898-1917 – 19e : Henry Molyneux Paget Howard (1877-1917), 12e comte de Berkshire
- 1917-1941 – 20e : Charles Henry George Howard (1906-1941), 13e comte de Berkshire
- 1941-2022 – 21e : Michael Howard (en) (1935-2022), 14e comte de Berkshire
- depuis 2022 – 22e : Alexander Howard (né en 1974), 15e comte de Berkshire